# Annelies Nelck

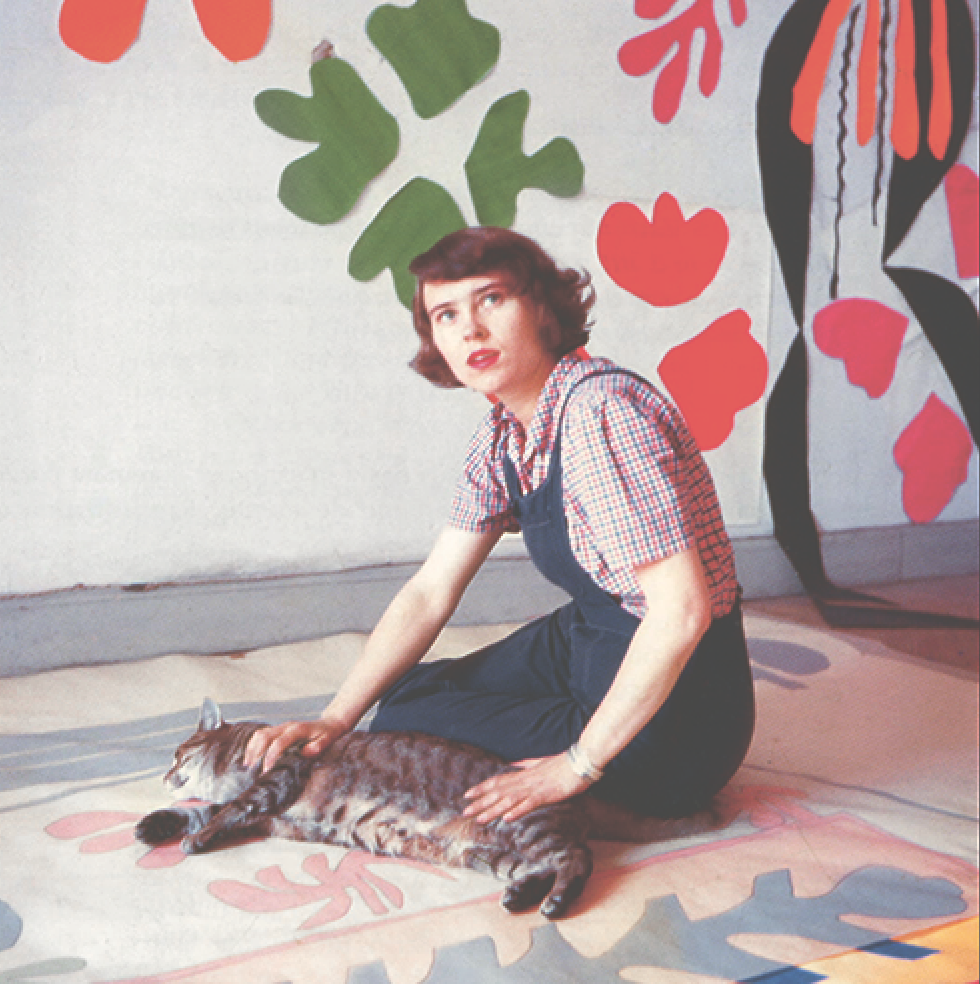
Annelies Nelck (Anatole), im Régina, Nizza, 1953

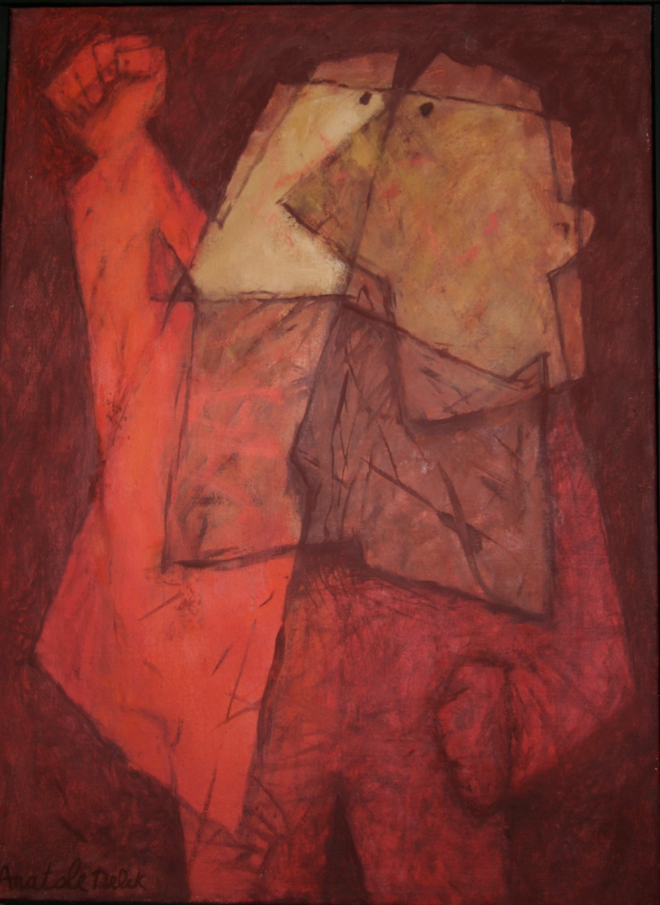

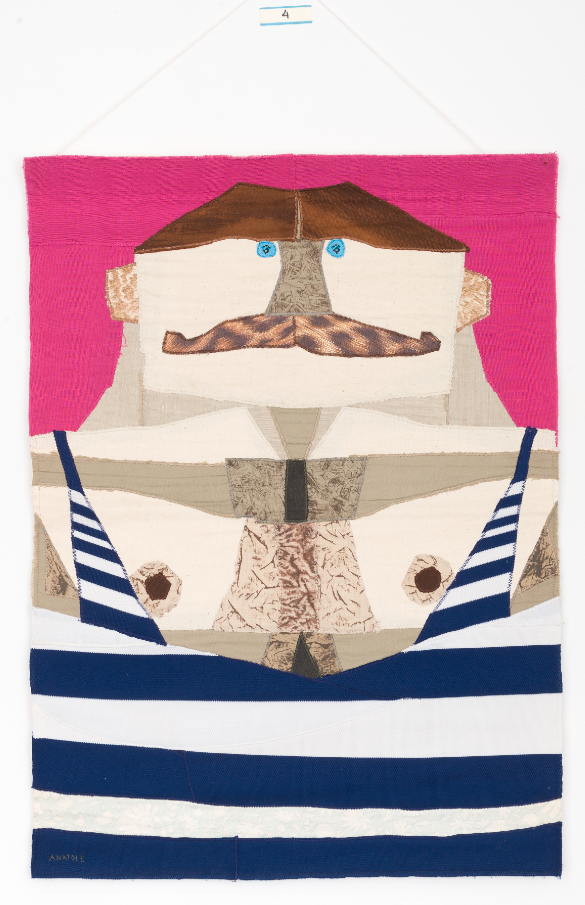
Le Moustachu, Tapisserie, um 1960, 75 × 55 cm

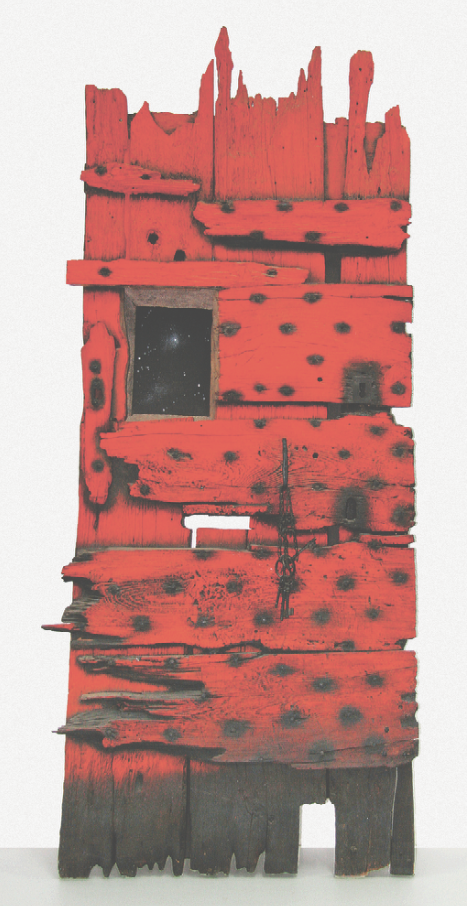
Porte Rouge, 1981, Bas-Relief, bemaltes Holz, H: 192 cm

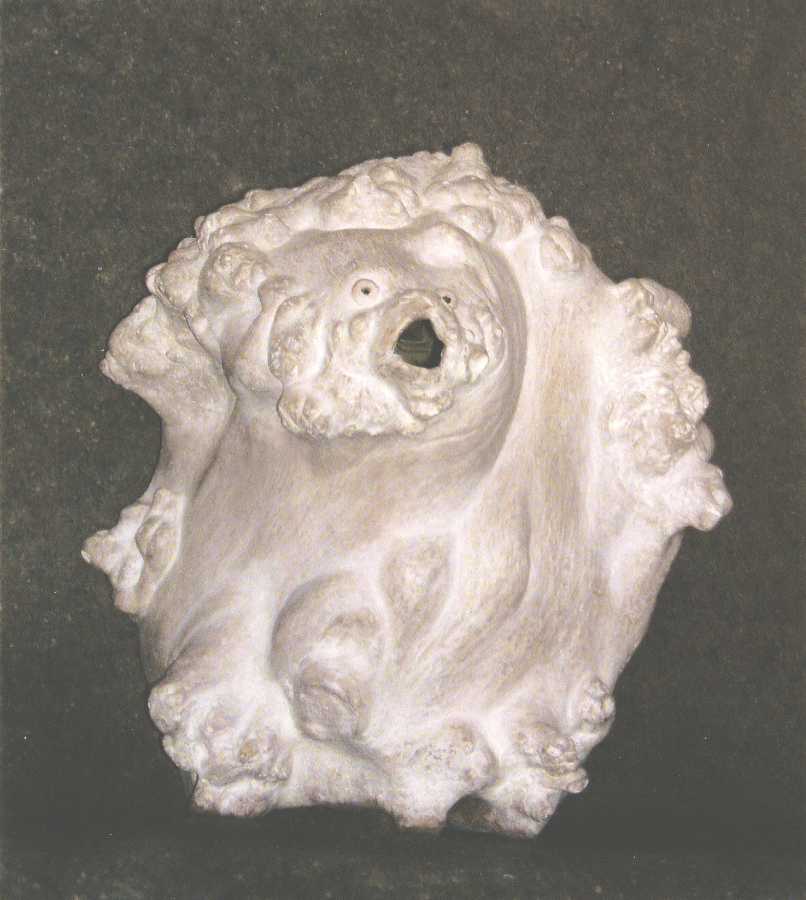
Croque Mitaine, 2006, Assemblage, 34 × 35 × 30 cm

Annelies Nelck (* 25. Juli 1925 in Nizza; † 22. August 2014 in Nexon; Künstlername: Anatole) war eine französische Malerin und Plastikerin der Moderne, die Anfang der 1940er Jahre Modell und Schülerin von Henri Matisse war. Ihre Bilder und Objekte befinden sich in öffentlichen und privaten Sammlungen unter anderem in Frankreich, in der Schweiz, in Schweden, in den USA und in Russland.

## Biographie
1925 in Nizza geboren, wuchs Annelies Nelck im Städtchen Vence in den Alpes-Maritimes auf. Hier hatten ihre aus Holland stammenden Eltern das bewaldete Stück Land „Le Pioulier“ gekauft.
Annelies Nelcks Kindheit stand in Einklang mit dem wilden Landstrich und den bescheidenen Lebensverhältnissen der Familie. Neben der Natur und der unkonventionellen Lebensart ihrer Eltern wurde Annelies durch die Reformpädagogik der École Freinet geprägt, an der ihre Mutter unterrichtete.
1938 schickten die Eltern Annelies nach Amsterdam. Während der kommenden fünf Jahre in Holland entdeckte sie die Malerei, besuchte die Kunstakademie, traf die zukünftigen CoBrA-Künstler Karel Appel, Corneille und Lucebert. In Amsterdam heiratete Annelies den Musikstudenten Ernst Katan, der 1944 von den deutschen Besatzern umgebracht wurde.
Schwanger mit ihrem Sohn Serge Katan reiste Annelies Nelck 1943 zurück zu ihren Eltern nach Frankreich, wurde Modell und Schülerin von Henri Matisse, der während des Krieges in der Villa „Le Rêve“ in Vence wohnte. Während der regelmäßigen Sitzungen realisierte Matisse Skizzen, Zeichnungen und Gemälde wie Tulipes jaunes, fond de violet (1944), Annelies, tulipes et anémones (1944) und Liseuse à la table jaune (1944).
Nach dem Krieg blieb Annelies Nelcks Kontakt zu Henri Matisse bis zu seinem Tod bestehen, sie besuchte ihn regelmäßig im Hotel Régina in Nizza, wo es einen regen Austausch gab. Nach seinem Tod hatte die Künstlerin eine schwierige Übergangszeit, in der sie sich von seinen dominierenden gestalterischen Vorstellungen lösen wollte. 1954 entwarf sie ein 10,5 × 2,7 m großes Buntglasfenster für die Anne-Frank-Realschule in Düsseldorf, das kürzlich restauriert wurde. Schon damals hatte sich ihr Stil stark gewandelt und sich von Matisse’ Einfluss gelöst.
Auch die Freundschaft zu Matisse’ Sekretärin Lydia Delectorskaya blieb bis zu ihrem Tod (1996) bestehen. Nelck, die sich später den Künstlernamen „Anatole“ gab, gehörte nun zum Kreis der von Alphonse Chave in Vence gegründeten „Galerie Les Mages“ und verkehrte mit Künstlern wie Jean Dubuffet, Henri Laurens und Pierre Bonnard.
1947 heiratete sie den Bildhauer und Maler Jean Vincent de Crozals. Beide unterstützten Henri Matisse bei der Arbeit an den 1951 vollendeten Gouachen und Fenstern für die Chapelle du Rosaire de Vence.
Im Jahr 1966 hatte Annelies Nelck eine Ausstellung durch Vermittlung von Lydia Delectorskaya im Puschkin-Museum, Moskau. Das Museum kaufte 13 Werke an.
Obschon sich Nelck und de Crozals 1967 scheiden ließen, blieb eine lebenslange künstlerische partnerschaftliche Beziehung bestehen.
Anfang der 1980er Jahre verkaufte Annelies Nelck Le Pioulier. Es setzte eine kreative Periode künstlerischer Freiheit ein. 1998 erschien L’Olivier du Rêve, ihre Hommage an Henri Matisse, ein autobiographisches Buch, an dem sie mehrere Jahre intensiv gearbeitet hatte. Von 1998 bis 2010 widmete sich die Künstlerin der Kreation von Skulpturen und Assemblagen aus verwitterten Holzstücken, die sie auf ihren Spaziergängen fand.
Sie zog 2011 nach Nexon (Département Haute-Vienne), wo sie die letzten drei Jahre ihres Lebens verbrachte. Am 22. August 2014 starb Annelies Nelck/Anatole im Beisein ihrer Freundin Andrée Sabkowsky.

## Künstlerische Entwicklung
„Es ist immer der Zufall, der mich lenkt.“

Nach den Porträtzeichnungen ihrer Anfänge und den Experimenten mit Ölmalerei entdeckte Annelies Nelck die Tapisserie (Patchwork) für sich, was ihr eine archaische, fast primitive Form der Abstraktion ermöglichte.
Nach dem Krieg entwickelte sie ihren eigenen figurativen Stil und nahm rege an Ausstellungen teil. Imagination, Vision und Humor wurden zunehmend poetischer aber auch ironischer. Der Kontrast zwischen Poesie und Ironie scheint typisch für das Werk von Anatole in dieser Phase zu sein. Gerade durch diesen Kontrast verliert ihr Stil an Leichtigkeit und Unbeschwertheit. Annelies Nelck/Anatole resümierte ihre Entwicklung folgendermaßen: „Um dem Einfluss von Matisse zu entkommen, hatte ich damit begonnen, einfachere Dinge zu machen, figurativ, fast ein bisschen naiv; das entsprach mir mehr, so konnte ich meinen Farbensinn freier entwickeln.“
2015 schrieb Dominique von Burg in der Neuen Zürcher Zeitung: „Mit den Bildern aus den fünfziger und sechziger Jahren, die sich an die Art brut anlehnen, über die Tapisserien und Holzreliefs der siebziger Jahre bis zu den späteren Assemblagen und den fotorealistischen Tintenzeichnungen entstand ein vielseitiges Werk, das trotz allen Ismen eine enorme Selbständigkeit behauptet.“ Obwohl das Musée de l’art brut (offiziell „Collection de l'art brut“) in Lausanne sechs Werke von Anatole in ihrer „Collection annexe“ besitzt, ist die Künstlerin keine Repräsentantin dieser Kunstform der Außenseiter.
Annelies Nelcks/Anatoles Werk, das sich in den späten siebziger und achtziger Jahren „von der vertrauten Welt ins Unendliche, Stille und Einsame“ dramatisiert hatte, öffnete sich gewissermaßen um die Jahrtausendwende mit den Assemblagen: hier entsteht ein spielerisches Element und verliert der Kontext der Skulpturen etwas von seiner Einsamkeit und Bedrohung. In den letzten Jahren widmete sich die Künstlerin erneut der Lavis-Manier, womit sie in den sechziger Jahren experimentiert hatte und mit der sie diesmal zum Ausdruck großer Leichtigkeit fand.

## Werke
Die folgenden Werke stellen eine Auswahl dar.
- Le Moustachu, Tapisserie, um 1960, 75 × 55 cm
- La Tatoueuse, 1965, Stoff genäht, 298 × 163 cm
- Moïse, 1953, Stoff genäht, H: 235 cm, Sammlung Pierre Chave (Sohn von Alphonse Chave), Vence
- Cage Fenêtre Verte, 1967, Vinyl, 102 × 67 cm
- Cosmonaute, 1970, Ölbild, 73 × 60 cm (Privatbesitz)
- Fillette, 1961, Ölbild, 71 × 52 cm
- Capi-Tambour, 1973, Ölbild, 164 × 115 cm
- Porte Rouge, 1981, Bas-Relief, bemaltes Holz, H: 192 cm
- Porte du Courage, 2000, Encre de Chine, 75 × 50 cm
- Porte du Rêve, 2000, Encre de Chine, 50 × 35 cm
- Usine à Farine, 2005, Assemblage, 86 × 55 cm
- L’Enfer, 2006, Bas-Relief, Holz/Knochen, bemalt, 86 × 55 cm
- Croque Mitaine, 2006, Assemblage, 34 × 35 × 30 cm

## Ausstellungen
Die folgenden Ausstellungen, Gruppenausstellungen und Sammlungen stellen eine Auswahl dar.
Einzelausstellungen
- 1948–1951 Galerie Alphonse Chave, Vence, Frankreich
- 1952 Centre des Relations Internationales, Paris, Frankreich
- 1961 Galerie Thibaut, Madison Avenue, New York, USA
- 1962 Galerie Ripagärden, Böstad, Schweden
- 1963 Musée Fragonard, Grasse, Frankreich
- 1963 Musée Düsseldorf, Deutschland
- 1973 Maison des Artistes, Cagnes sur Mer, Frankreich
- 1976 Galerie Norbert, Dunkerque, Frankreich
- 1978 Chapelle des Pénitents Blancs, Vence, Frankreich
- 1979 Galerie Murs Ouverts, Vence, Frankreich
- 1981 IBM, La Gaude, Frankreich
- 1985 Chapelle des Pénitents Blancs, Vence, Frankreich
- 1987 Galerie Municipale Mossa, Nizza, Frankreich
- 2010 Chapelle des Pénitents Blancs, Vence, Frankreich
- 2014 Zigarettenfabrik, Zürich, Schweiz

Gruppenausstellungen
- 1946 Galerie Chave, Vence, Frankreich
- 1949 Concours «Jeune Peinture Méditerranéenne», Prix de la «Chèvre d’Or»
- 1950/1969 Salon d’Automne, Paris, Frankreich
- 1950 «Les mains éblouies», Galerie Maeght, Paris, Frankreich
- 1954/1955/1963/1981 Galerie Chave, Vence, Lyon (ENAC), Frankreich
- 1964 Galerie Franskt Falk Kloos Expo «Art Français», Rathüs Halle, Malmö, Schweden
- 1965 Musée Municipal St Paul de Vence, Frankreich
- 1965 Peintres et Sculpteurs du Soleil, Paris, Frankreich
- 1966 Gruppenausstellung im Museum Puschkin, Moskau, Russland
- 1971 Musée de la Marine, Nice, Frankreich
- 1971 Gymnase de Vallauris, Vallauris, Frankreich
- 1973 Salon des Réalités Nouvelles, Paris, Frankreich
- 1973 Salon International de Toulon, Frankreich
- 1974 Biennale de Menton, Frankreich
- 1978/1980/1981/1984/1986/1987/1988 Maison des Artistes, Cagnes sur Mer, Frankreich
- 1979 Galerie «Murs Ouverts», Vence, Frankreich
- 1979 «Perspectives», Aix-en-Provence, Frankreich
- 1979/1986/1987 Académie du Vernet, Vichy, Frankreich
- 1980 MJC Corbella, Nice, Frankreich
- 1980/1985/1987 Acropolis, Nice, Frankreich
- 1980/1981/1983/1984/1987/1988/1999 Maison des Artistes, Cagnes sur Mer, Frankreich
- 1980/1986/1988/1989 Kunstverein Passau, Galerie Pocking, Deutschland
- 1981/1983/1984 Groupe «L’Atelier», Chapelle des Pénitents Blancs, Vence – Fondation Emile Hugues, Vence – IBM, La Gaude, Frankreich
- 1985 Abbaye de Fréjus, Frankreich
- 1986 «Rencontre des Arts Contemporains», Palais de la Croisette, Cannes, Frankreich
- 1989 «Castel des Arts», Vallauris, Frankreich
- 1990 «Festival des Arts», Beaulieu, Frankreich
- 1991 Biennale de Brignoles, Frankreich

Sammlungen
- Henri Matisse – Henri Laurens
- L. Delectoskaya, Paris, Frankreich
- Ripa, Böstad, Schweden
- Ulman, New York, USA
- J. Dubuffet, Paris, Frankreich
- Pierre Chave, Vence, Frankreich
- Feldmann, London, England
- S. Aubert, Vence, Frankreich
- W. de Guébriant, Paris, Frankreich
- G. Berenger, Gattières, Frankreich
- G. Berthelot, Le Mans, Frankreich
- J. Zivy, Paris, Frankreich
- Fillman, Boston, USA
- C. Barrière, Limoges, Frankreich
- Puschkin-Museum, Moskau: «Nouvelles Tendances» 1981
- Musée de l’Art Brut, Lausanne, Schweiz – Collection Annexe 1970

## Bibliographie
- L’Olivier du Rêve. Matisse à Vence, Nizza 1998, ISBN 978-2-9512982-0-0
- Anatole, 2009